# بيانكو بيانكي
بيانكو بيانكي (بالإيطالية: Bianco Bianchi)‏ مواليد 6 أبريل 1917 في إيطاليا - الوفاة 17 يوليو 1997 في ليفورنو، كان دراج إيطالي. سبق أن شارك في دورة الألعاب الأولمبية الصيفية وفاز بميدالية أولمبية.

## الميداليات
| الميدالية | المسابقة                       |
| --------- | ------------------------------ |
| فضية      | الألعاب الأولمبية الصيفية 1936 |

## روابط خارجية
- بيانكو بيانكي على موقع أرشيف الدراجات (الإنجليزية)
- بيانكو بيانكي على موقع إحصائيات الدراجات الإحترافية (الإنجليزية)
- بيانكو بيانكي على موقع CycleBase (الإنجليزية)
- بيانكو بيانكي على موقع اللجنة الأولمبية الدولية (الإنجليزية)
- بيانكو بيانكي على موقع أوليمبيديا (الإنجليزية)
- بيانكو بيانكي على موقع اللجنة الأولمبية الإيطالية (الإيطالية)